# Paul Meyers
Paul Armand Joseph Marie Ghislain Meyers (Hasselt,1er mars 1921 - Woluwe-Saint-Pierre, 18 janvier 2011) est un homme politique belge. Il a été bourgmestre de Hasselt et ministre pour le CVP.

## Biographie
Paul Meyers est le fils aîné d'André Meyers (1890-1976), directeur-général des Mines et de Marguerite Arckens (1895-1996). En 1947, il épousa la baronne Donatienne van Caloen (1922-2005) et ils eurent cinq enfants.
Après ses études secondaires au collège Saint-Joseph à Hasselt, il poursuivit ses études à l'Université catholique de Louvain et y obtint les diplômes de docteur en droit, licencié en notariat et en sciences politiques et sociales.
Au cours des années 1943-1944, il fut un des courriers pour son père, André Meyers, délégué provincial du groupe de résistance 'Socrates' et fut mis à contribution pour la distribution de fonds secrets auprès des résistants limbourgeois.

## Carrière politique à Hasselt
Sa carrière politique se situe principalement à Hasselt, où il fut membre du conseil communal (1946-1994), échevin des finances (1947-1959 et 1961-1963) et bourgmestre (1963-1988).
Son nom demeure attaché au développement du nouveau quartier Caster, à l'établissement de l'usine Philips en 1955, à la construction à partir de 1967 du grand ring autour de Hasselt, à la construction d'un centre culturel, d'un centre administratif, à l'achat du domaine (réserve naturelle) Kiewit et au développement du quartier TT, ainsi qu'à la bonne intégration de la ville et de ses communes limitrophes lors de la création par fusion du 'Grand Hasselt' en 1976.
Il fut remplacé par Louis Roppe (CVP) et demeura encore membre du conseil communal pendant une législature.

## Carrière politique nationale
Meyers fut membre de la Chambre des représentants pour l'arrondissement de Hasselt (1949-1971).
Il fut ministre des Travaux publics et de la Reconstruction (juin à novembre 1958) dans le gouvernement PSC homogène Gaston Eyskens et ministre de la Santé publique et de la Famille (1958-1961) dans le gouvernement PSC-libéral Eyskens-Lilar. Il fut l'initiateur de la centrale téléphonique pour les urgences (le numéro 900).
De 1965 à 1971, il siégea à l'Assemblée consultative du Conseil de l'Europe et à celle de l'Union de l'Europe occidentale.
Pendant de nombreuses années, il fut le président de l'Union des villes et communes de Belgique. Il y avait comme directeur-général le comte Baudouin de Grunne (°1917), bourgmestre de Wezembeek-Oppem et pendant la Seconde Guerre mondiale l'un des piliers du groupe d'action et de renseignements 'Socrates'.
Il fut également président, puis président honoraire de l'Union des communes d'Europe.
Il était citoyen d'honneur des villes d'Itami (Japon), Detmold, Sittard, et Mountain View, avec lesquelles Hasselt est jumelée.

## Après sa carrière
En 1993 Meyers fut nommé bourgmestre honoraire de Hasselt. En 2003 la ville de Hasselt le nomma citoyen d'honneur. Il avait entre-temps pris sa résidence principale à Bruxelles, afin d'être plus proche de ses enfants et petits-enfants.
Un Prix Paul Meyers a été institué par la ville de Hasselt, pour récompenser de jeunes talents Hasseltois et est décerné tous les deux ans depuis 1991.
Meyers fut encore président des Fonds VOSOG 'pour enfants atteints de mucoviscidose' et 'de vacances pour jeunes atteints d’insuffisance rénale', au sein de la Fondation Roi Baudouin.
La famille Meyers fut anoblie en 1929 en la personne d'Armand Meyers (1862-1951), procureur-général près la Cour d'appel de Liège, grand-père de Paul Meyers. Ce dernier hérita en 1976 du titre de baron porté par son père.

## Littérature
- Paul Van Molle, Le Parlement Belge, 1894-1972, Anvers, 1972
- Marie-Pierre D'UDEKEM D'ACOZ, Pour le Roi et la Patrie, Bruxelles, 2002.
- Humbert DE MARNIX DE SAINTE ALDEGONDE, État présent de la noblesse belge. Annuaire de 2010, Bruxelles, 2010.
- Afscheidsrede, discours prononcé au cours des funérailles par le bourgmestre Hilde Claes, le 25 janvier 2011
- In memoriam Paul Meyers, dans: Bulletin de l'Association de la noblesse, 2011